# Jerry Jemmott
Jerry Jemmott, (Bronx, 1946. március 22. –) kétszeres Grammy-díjas amerikai basszusgitáros.

## Pályafutása
Jemmott tíz évesen kezdett nagybőgőzni. Amikor felfedezte magának Paul Chamberst, basszusgitárra váltott.
Jemmottot King Curtis szaxofonos fedezte fel 1966-ban. Curtisen révén az Atlantic Records más előadóival kezdett felvételeket készíteni, köztük Aretha Franklinnel, Ray Charlesszal, Wilson Pickettel, Roberta Flackkel és Margie Joseph-szel. Felvett lemezeket B.B. Kinggel, Freddie Kinggel, Chuck Berryvel, Duane Allmannal, Otis Rush-al, Jack Dupree-vel, Mike Bloomfielddel is. Kísérte Herbie Hancockot, Freddie Hubbardot, Erroll Garnert, Archie Sheppet, Lionel Hamptont, és másokat.
Jemmott házigazdája volt a Jaco Pastorius „Modern Electric Bass” című oktatóvideójának (1985).
1972-ben egy kishíján halálos autóbaleset után Roberta Flack énekesnő és Cornell Dupree gitáros sérülései miatt egészen 1975-ig nem játszott. Ezidőben filmekben és színházakban dolgozott hangszerelőként és karmesterként.
Jemmott tagja volt a ekkoriban „Jimmy Owens Quartet”-nek; számos utazást tett Európába, a Közel-Keletre és Afrikába. Közben Dizzy Gillespie-vel és Sonny Fortune-nal is dolgozott.
Jemmott cikkeket és könyveket is írt, valamint audio- és video- basszusgitár oktatási anyagokat adott ki. 2001-ben megkapta a „Bass Player magazin” életműdíját.
Önéletrajza, a „Make It Happen!” 2023-ban jelent meg.

## Albumok

### Szólólemezek
- New York View (1995)
- Make It Happen! (2005)
- Home Cookin' (2006)
- Bass on the Case (2009)
- Addiction ( 2014)

### Nina Simone
- Nina Simone Sings The Blues (1967)
- Ain't Got No, I Got Life (kislwmez, 1968)

### Aretha Franklin
- Aretha Now (1968)
- Soul '69 (1969)
- This Girl's In Love With You (1970)
- Hey Now Hey (The Other Side of the Sky) (1973)

### B. B. King
- Live and Well (1968)
- Completely Well (1969)
- Indianola Mississippi Seeds (1970)
- Guess Who (1972)

## Fordítás
Ez a szócikk részben vagy egészben  a   Jerry Jemmott című német Wikipédia-szócikk ezen változatának fordításán alapul.  Az eredeti cikk szerkesztőit annak laptörténete sorolja fel. Ez a jelzés csupán a megfogalmazás eredetét és a szerzői jogokat jelzi, nem szolgál a cikkben szereplő információk forrásmegjelöléseként.